# Spillville
Spillville is een plaats (city) in de Amerikaanse staat Iowa, en valt bestuurlijk gezien onder Winneshiek County. In 1893 was het enige tijd de woonplaats van de componist Antonín Dvorak.

## Bezienswaardigheid
In Spillville bevindt zich het Bily Clocks Museum. Het is gewijd aan klokken uit de eerste helft van de 20e eeuw die gemaakt werden door de gebroeders Bily, en aan de Tsjechische componist Antonín Dvořák (1841-1904) die een zomer in dit huis verbleef.

## Demografie
Bij de volkstelling in 2000 werd het aantal inwoners vastgesteld op 386. In 2006 is het aantal inwoners door het United States Census Bureau geschat op 380, een daling van 6 (-1,6%).

## Geografie
Volgens het United States Census Bureau beslaat de plaats een oppervlakte van 1,1 km², geheel bestaande uit land.

## Plaatsen in de nabije omgeving
De onderstaande figuur toont nabijgelegen plaatsen in een straal van 16 km rond Spillville.